# Young Marble Giants
Young Marble Giants est un groupe de post-punk britannique, originaire de Cardiff, au Pays de Galles. Le groupe se sépare en 1980, et se réunit occasionnellement en 2003 et 2014.

## Biographie

### Première période

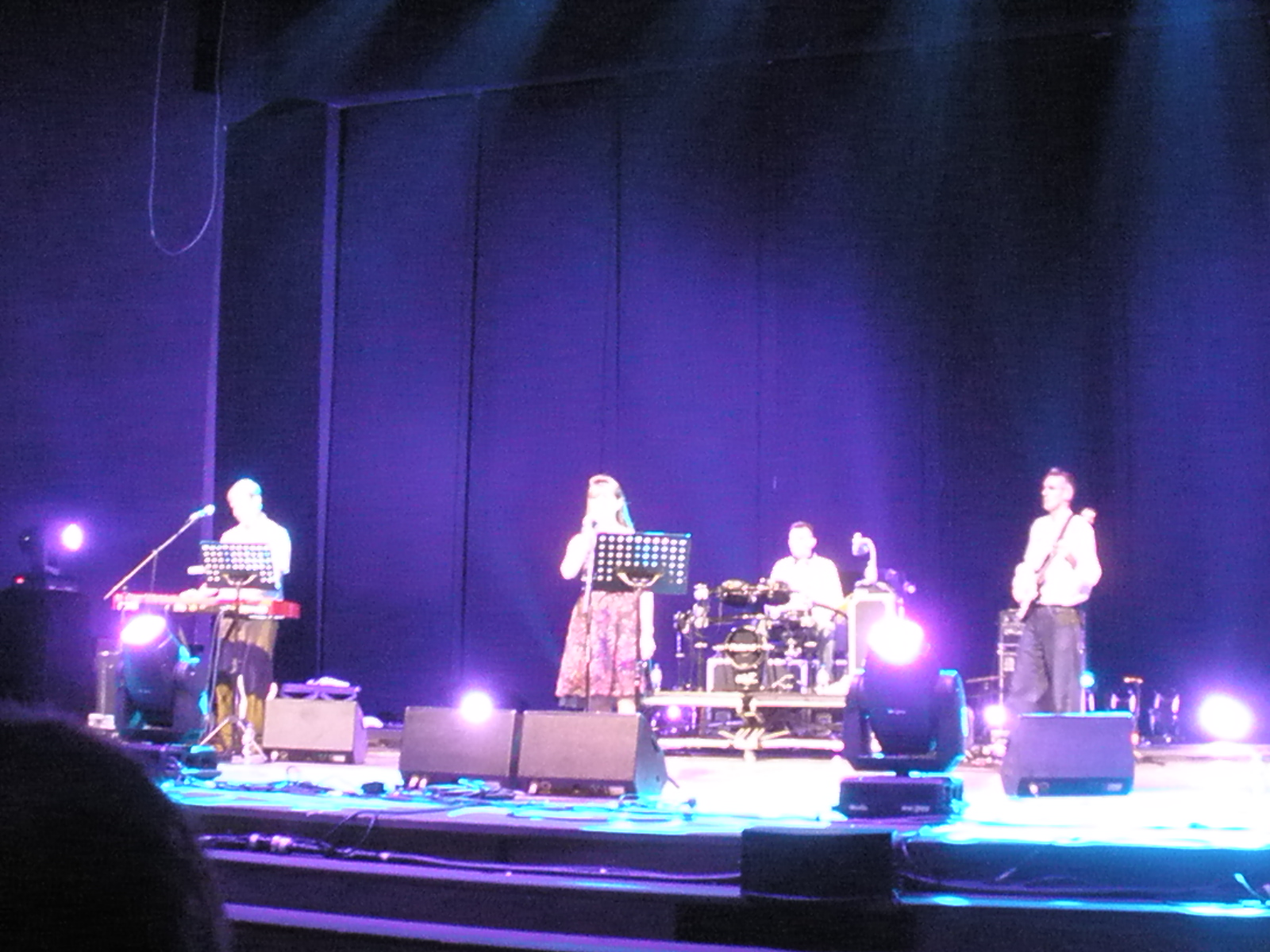
Young Marble Giants en concert au Primavera Sound Festival (2008).

Le groupe est formé d'Alison Statton au chant, Philip Moxham à la basse et Stuart Moxham à la guitare et à l'orgue.
Le groupe se dissout en 1981 mais, en dépit de sa brève existence et de sa discographie sommaire, son approche musicale singulière et subversive exerça une large influence sur le rock alternatif, comptant parmi ses admirateurs des artistes aussi importants que Peter Buck, Kurt Cobain, Courtney Love,,, Stereolab ou The xx. Leur premier et unique album Colossal Youth est la seconde meilleure vente du label emblématique Rough Trade. Leur single Final Day, avec le soutien affirmé de John Peel, devient « un classique de la programmation nocturne de Radio One ».
À titre posthume, d'autres groupes reprendront les morceaux des Young Marble Giants. En 1992, Nicola Sirkis reprend Brand New Life en français sur son album solo Dans la lune..., avec Alice dans la lune. En 1994, Hole offre une version de Credit in the Straight World sur l'album Live Through This.

### Retours
Le groupe se reforme en 2006, et continue à donner quelques concerts dans divers festivals européens. Convaincu par son agence de booking, le groupe fait une escale au BB-Mix Festival de Boulogne-Billancourt, le 28 octobre 2007. Le groupe continue de jouer à cette période, apparaissant au Primavera Sounds Festival en mai 2008 et au Hebbel Am Ufer (HAU) de Berlin en janvier 2009. Les YMG jouent Colossal Youth dans son intégralité au All Tomorrow's Parties de Minehead, Somerset, le 9 mai 2009 – ils sont sélectionnés par Jeff Mangum de Neutral Milk Hotel pour un retour au festival All Tomorrow's Parties en mars 2012.
Le groupe donne quelques concerts au Dancehouse Theatre de Manchester le 19 octobre 2014 et au Stereo de Glasgow le 20 octobre 2014. Ils jouent aussi au MIMI Festival à Marseille, le 3 juillet 2015,.
Le 8 juin 2016, Stuart Moxham annonce sur la page Facebook du groupe que les Young Marble Giants « ne sont plus ».

## Discographie
- 1980 : Colossal Youth (Rough Trade)
- 1980 : Final Day (single)
- 1981 : Testcard (EP)
- 2000 : Salad Days (compilation)
- 2004 : Live at the Hurrah (CD/DVD live - Cherry Red Records)